# Tomagruppen
Tomagruppen AS er en norsk facility management-koncern, der har virksomhed i Norge, Danmark og Sverige.
Deres serviceydelser omfatter ejendomsservice, kantinedrift, rengøring, hjemmepleje og indkvartering. Dertil kommer en række andre serviceydelser. I 2023 omsatte de for 2,6 mia. norske kroner og de havde ca. 4.500 ansatte.
Virksomheden blev etableret af Tore Monsen i Bergen i 1978.

## Danmark
Tomagruppen har hjemmepleje i Danmark igennem selskabet Lev-Vel Hjemmepleje og facility management igennem Toma Facility Danmark.